# Гвоздики китайські
Гвозди́ки китайські (Dianthus chinensis) — вид багаторічних рослин родини гвоздикових.

## Характеристика
Гвоздики китайські росте у вигляді куща. Висота стебел досягає 0,5 м. Листя парні, вузькі, довгі, у деяких сортів — закручені. Карликові види досягають у висоту до 15 см. Період цвітіння з червня по серпень. Цвіте білими, рожевими, бордовими квітами, характерна особливість — прорізи і смужки насиченого бордового кольору на пелюстках.

## Поширення
Природно гвоздики китайські ростуть на півночі Китаю, у Кореї та Монголії. Як декоративна рослина вирощується по всьому світі.
В Україні вид росте на узліссях лісів і відкритих схилах — на Поліссі, звичайно; у Лісостепу, рідше; поодинокі місця знаходження в пн. Криму

## Використання
Гвоздики китайські це рослина багаторічна, але в країнах з помірним кліматом вирощується як однорічник. У декоративній культурі з 1702 р. За ці роки було виведено численні форми, отримані в результаті селекції і гібридизації. Сьогодні зусилля селекціонерів спрямовані на створення гібридів, що характеризуються компактним кущем, раннім і тривалим цвітінням, квітками різних відтінків. Це дає можливість вирощувати рослини не лише на аматорському рівні, але і в комерційних цілях.